# Tour de Luxemburgo 2013
La 73ª edición delTour de Luxemburgo se disputó desde el 11 al 16 de junio de 2013 sobre un trazado de 681,85 km dividido en 4 etapas más prólogo.
La prueba perteneció al UCI Europe Tour 2012-2013 de los Circuitos Continentales UCI, dentro de la máxima categoría para vueltas de varias etapas: 2.HC.
El ganador final fue Paul Martens. Le acompañaron en el podio Jonathan Hivert y Jan Bakelants, respectivamente.
En las clasificaciones secundarias se impusieron Giacomo Nizzolo (puntos), Björn Thurau (montaña), Matthias Brandle (jóvenes), y Blanco (equipos).

## Equipos participantes
Tomaron parte en la carrera 17 equipos: 7 de categoría UCI ProTeam; 8 de categoría Profesional Continental; y 1 luxemburgués de categoría Continental; y la Selección de Luxemburgo. Formando así un pelotón de pelotón de 130 ciclistas, con 8 corredores cada equipo (excepto el Vacansoleil-DCM, Blanco, Cofidis, Solutions Crédits, Euskaltel Euskadi, Saxo-Tinkoff y Vini Fantini-Selle Italia que salieron con 7), de los que acabaron 85.
| Equipo                           | Cod. UCI | Categoría               |
| -------------------------------- | -------- | ----------------------- |
| RadioShack Leopard               | RLT      | UCI ProTeam             |
| Blanco Pro Cycling Team          | BLA      | UCI ProTeam             |
| Cofidis, Solutions Crédits       | COF      | Profesional Continental |
| Sojasun                          | SOJ      | Profesional Continental |
| Accent Jobs-Wanty                | AJW      | Profesional Continental |
| Team Lëtzebuerg                  |          | Selección nacional      |
| Vacansoleil-DCM Pro Cycling Team | VAC      | UCI ProTeam             |
| Katusha                          | KAT      | UCI ProTeam             |
| Euskaltel Euskadi                | EUS      | UCI ProTeam             |
| Team Saxo-Tinkoff                | TST      | UCI ProTeam             |
| Team Europcar                    | EUC      | Profesional Continental |
| Vini Fantini-Selle Italia        | VIN      | Profesional Continental |
| Team Differdange-Losch           | CCD      | Continental             |
| Colombia                         | COL      | Profesional Continental |
| IAM Cycling                      | IAM      | Profesional Continental |
| MTN Qhubeka                      | MTN      | Profesional Continental |
| Ag2r La Mondiale                 | ALM      | UCI ProTeam             |

## Etapas
| Etapa   | Fecha       | Recorrido               | Km    | Ganador          | Líder            |
| Prólogo | 12 de junio | Luxemburgo-Luxemburgo   | 2,55  | Jimmy Engoulvent | Jimmy Engoulvent |
| 1ª      | 13 de junio | Luxemburgo-Hautcharage  | 183,8 | Alexander Porsev | Jimmy Engoulvent |
| 2ª      | 14 de junio | Schifflange-Walferdange | 173,1 | Giacomo Nizzolo  | Jonathan Hivert  |
| 3ª      | 15 de junio | Eschweiler-Diekirch     | 178,8 | Giacomo Nizzolo  | Jonathan Hivert  |
| 4ª      | 16 de junio | Mersch-Luxemburgo       | 143,6 | Bob Jungels      | Paul Martens     |

## Clasificaciones
Las clasificaciones culminaron de la siguiente manera:

### Clasificación general
| Posición | Ciclista         | Equipo                     | Tiempo           |
| -------- | ---------------- | -------------------------- | ---------------- |
|          | Paul Martens     | Blanco                     | 16 h 45 min 38 s |
| 2        | Jonathan Hivert  | Sojasun                    | a 4 s            |
| 3        | Jan Bakelants    | RadioShack Leopard         | a 6 s            |
| 4        | Matthias Brandle | IAM                        | m.t.             |
| 5        | Bob Jungels      | RadioShack Leopard         | a 13 s           |
| 6        | Marco Marcato    | Vacansoleil-DCM            | a 15 s           |
| 7        | Julien El Fares  | Sojasun                    | a 20 s           |
| 8        | Jonathan Fumeaux | IAM                        | a 21 s           |
| 9        | Robert Gesink    | Blanco                     | m.t.             |
| 10       | Nico Sijmens     | Cofidis, Solutions Crédits | a 22 s           |

### Clasificación por puntos
| Posición | Ciclista        | Equipo             | Puntos |
| -------- | --------------- | ------------------ | ------ |
|          | Giacomo Nizzolo | RadioShack Leopard | 40     |
| 2        | Paul Martens    | Blanco             | 40     |
| 3        | Bob Jungels     | RadioShack Leopard | 20     |

### Clasificación de la montaña
| Posición | Ciclista        | Equipo   | Puntos |
| -------- | --------------- | -------- | ------ |
|          | Björn Thurau    | Europcar | 42     |
| 2        | Karsten Kroon   | Europcar | 22     |
| 3        | Carlos Quintero | Colombia | 21     |

### Clasificación de los jóvenes
| Posición | Ciclista         | Equipo             | Puntos           |
| -------- | ---------------- | ------------------ | ---------------- |
|          | Matthias Brandle | IAM                | 16 h 45 min 44 s |
| 2        | Bob Jungels      | RadioShack Leopard | a 7 s            |
| 3        | Jonathan Fumeaux | IAM                | a 15 s           |

### Clasificación por equipos
| Posición | Equipo             | Tiempo           |
| -------- | ------------------ | ---------------- |
|          | Blanco             | 50 h 17 min 35 s |
| 2        | Vacansoleil-DCM    | a 19 s           |
| 3        | RadioShack Leopard | a 35 s           |